# Amand Bellenger
Pour les articles homonymes, voir Bellenger.
Amand Bellenger est un homme de lettres français du XXe siècle.

## Œuvres
- Un institut d'enseignement populaire et d'assistance sociale : la Providence d'Alençon, Paris, Éditions Alsatia, 1948, 163 p.

- Prix Montyon 1948 de l'Académie française.
- « Un ouvrier chrétien du Pays-Haut », Almanach ouvrier paysan, 1948.
- La Providence de Sées, éducatrice et hospitalière , Alençon, 1951, 264 p.
- Une apôtre, Sœur Jean, Simone Schuller, 1920-1955, Sées, 1955, 56 p.
- L’Anneau du Seigneur, Alençon, 1959, 148 p.

- Prix Ferrières 1960 de l'Académie française.
- Trésors du désert, Alençon, 1962.
- Le Peuple de Dieu en concile : (notes et souvenirs), Alençon, 1965, 132 p.